# Винкс: Мистерија бездани
Винкс: Мистерија бездани (итал. Winx Club - Il mistero degli abissi) је италијански анимирани филм заснован на телевизијској серији Винкс. Представља трећи филм заснован на серији, након филмова Тајна изгубљеног краљевства и Чаробна авантура. Режирао и продуцирао га је творац серије Иђинио Страфи, који је написао филм са Ђованијем Меси.
Филм се одиграва након пете сезоне анимиране серије. Прати Винкс виле које раде како би повратиле назад баланс у Бесконачном океану након Трикс, трио вештица, које се удружују са нимфом названом Политеа како би пронашле бисер и уништиле извор моћи вила. Излазак филма био је у складу са десетогодишњицом серије. Приказан је у биоскопима широм Европе, док је већина међународних издања била приказана на телевизијама и DVD.

## Радња
Винкс се боре са ужасном мистеријом која ће убрзати ваше срце! Архинепријатељи Винкс вила, Трикс вештице, удружују се са злом нимфом Политеом и сазнају да, да би поразили виле једном заувек и постале непобедиве, потребно је врло мало: бисер скривен у дубини Бескрајног океана. Мален и моћан, бисер дубине даје огромне моћи онима који га поседују. Тим Мрачне магије: Трикс, Политеа и Тритан, није лоша као група ... скоро непобедива. Али ниједно од њих није се помирило са правом снагом Винкса, снаге љубави: Блум је одлучнија него икада да освоји магични бисер пред својим непријатељима и спаси принца Скаја заробљеног од стране Трикса и затвореног у Океану. За Винкс нема ни тренутка за губљење: како ће зауставити планове својих непријатеља пре него што буде прекасно? Одговор није једноставан: Политеа се са преокретом припрема да преузме власт само за себе, издајући савезнике...